# Chris Cooper (giocatore di baseball)
Christopher Daniel Cooper, detto Chris (Pittsburgh, 31 ottobre 1978 – Las Vegas, 12 marzo 2023), è stato un giocatore di baseball statunitense naturalizzato italiano.

## Carriera

### Club
Nato negli Stati Uniti da madre di origine italiana, Cooper esce dalla University of New Mexico nel 2001 per essere chiamato al draft dai Cleveland Indians con la 35ª scelta. In MLB tuttavia non scende in campo, poiché gli Indians lo girano nelle minors a squadre affiliate, compresa una parentesi da 12 partite in triplo A con i Buffalo Bisons.
Nel 2008 esordisce in Italian Baseball League con l'ingaggio da parte di Grosseto. In Toscana rimane complessivamente quattro stagioni, prima di interrompere il suo rapporto con il club complici i problemi economici della società biancorossa. Cooper prosegue la sua carriera firmando con la T&A San Marino, formazione che vince lo scudetto italiano 2012.

### Nazionale
Debutta nella nazionale di baseball dell'Italia nel 2009, quando il manager azzurro Marco Mazzieri lo convoca per il World Baseball Classic 2009.
Al termine della stagione 2012, ha al suo attivo 20 presenze nella nazionale italiana.
Prende parte anche al World Baseball Classic 2013.

## Morte
Muore all'età di 44 anni a causa di un infarto occorsogli nella sua abitazione di Las Vegas.

## Palmarès

### Club
- Campionati italiani: 2

San Marino: 2012, 2013

### Nazionale
- Campionati europei: 2

Italia: 2010, 2012